# Alexander Galante Carlström
Alexander Galante Carlström (30 stycznia 1989 r.) – szwedzki unihokeista, uczestnik World Games 2017.

## Kariera klubowa
- Westra Aros IK
- IBF Falun

## Sukcesy

### Klubowe
- Puchar Mistrzów IFF – (3 x ): 2013, 2014, 2015
- Mistrzostwo Szwecji – (3 x ): 2014/15; 2013/14; 2012/13;

### Reprezentacyjne
- Mistrzostwa Świata w Unihokeju:
–  1 x  : 2014
–  1 x  : 2016

Szczegółowa tabela występów w reprezentacji.
| Turniej                                       | Rok  | M | B  | A | Pkt |
| --------------------------------------------- | ---- | - | -- | - | --- |
| Mistrzostwa Świata w unihokeju                |      | 6 | 5  | 4 | 9   |
|                                               | 2016 | 6 | 8  | 5 | 13  |
|                                               | 2014 | 6 | 5  | 4 | 9   |
| Mistrzostwa Świata w unihokeju (kwalifikacje) |      | 5 | 11 | 9 | 20  |
|                                               | 2016 | 5 | 11 | 9 | 20  |